# Area di dispersione

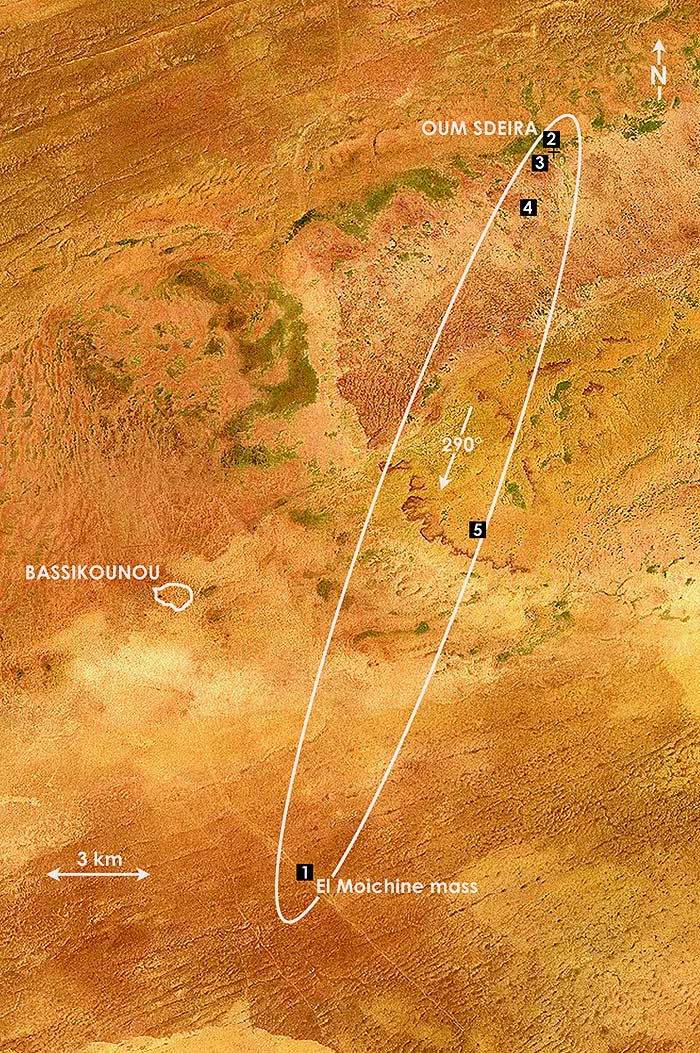
Esempio di area di distribuzione di un meteorite: l'ellisse di distribuzione del meteorite di Bassikounou, in Mali.

Con l'espressione area di dispersione si indica l'area entro la quale sono caduti tutti i meteoriti facenti parte di un singolo evento di caduta. Tale espressione è spesso utilizzata anche in riferimento all'area di ritrovamento delle tectiti prodotte in enormi impatti astronomici.

## Formazione
Esistono due meccanismi di formazione di un'area di dispersione:
1. Frammentazione a mezz'aria: quando entra nell'atmosfera di un pianeta, un meteoroide si surriscalda per attrito con i gas atmosferici e spesso, se non si vaporizza, si frammenta in decine o centinaia di pezzi prima di toccare il suolo. Questa esplosione a mezz'aria causa la dispersione del materiale in un'area solitamente di forma ovale, la cui orientazione dipende dalla traiettoria di caduta del meteoroide. Nel caso di esplosioni multiple, si avrà una serie di aree di dispersione sovrapposte.
2. Frammentazione da impatto: laddove non ci sia stata una sufficiente frammentazione a mezz'aria, può avere luogo una frammentazione da impatto. In questo caso l'area di dispersione può avere varie forme, ma generalmente è circolare, come nel caso della enorme area di dispersione australasiatica, la più recente e vasta area di dispersione di tectiti del mondo la cui superficie è, secondo le ultime stime, pari a 150 milioni di km2, ossia quasi il 30% della superficie terrestre.

## Distribuzione dei frammenti

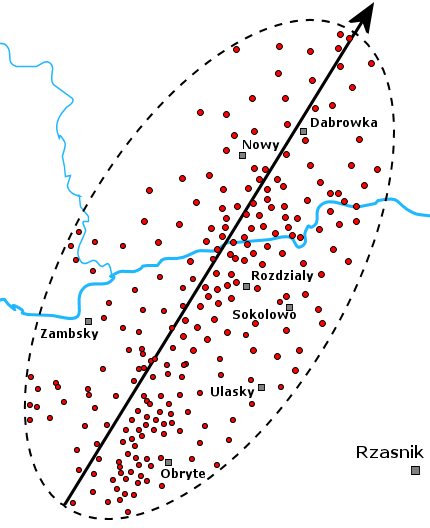
Altro esempio di area di distribuzione di un meteorite: l'ellisse di distribuzione del meteorite di Pultusk, in Polonia.

Nel caso della frammentazione a mezz'aria, i frammenti più piccoli tendono a cadere a distanze più brevi (la resistenza dell'aria li rallenta più rapidamente), mentre il frammento più grande si trova di solito a uno dei capi dell'ovale. Per questo, al fine di farsi un'idea della traiettoria di volo originale di un meteoroide, e quindi della sua direzione e del suo angolo di entrata, è necessario analizzare la distribuzione delle dimensioni dei frammenti presenti in un'area di dispersione.

Poiché cadono alla loro velocità terminale di caduta, i frammenti dal peso compreso tra 1 e 5 grammi possono essere captati con i radar meteorologici.